# 市川教会

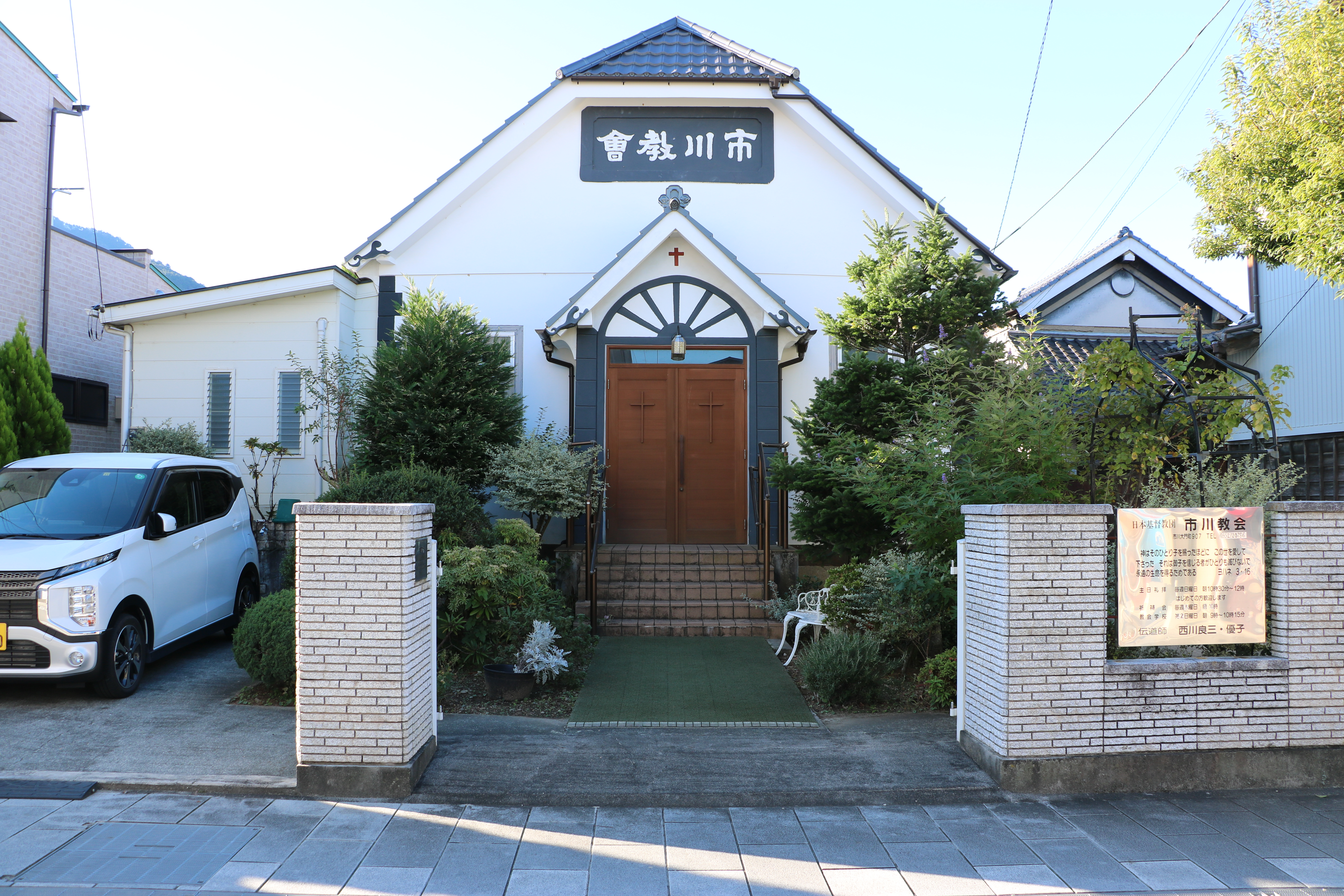
市川教会（2021年10月23日撮影）

日本キリスト教団市川教会（にほんキリストきょうだんいちかわきょうかい）は、山梨県西八代郡市川三郷町市川大門にある日本キリスト教団の教会。
明治21年（1881年）建設の桟瓦葺袴越屋根の木造平屋建建築物で、漆喰仕上げとする独特の外観で天然石の高い基礎の上に建っている。内部は正面に半円形の祭壇を設けて聖餐台が置かれる。
平成9年（1997年）に登録有形文化財に登録された。